# 耶穌受難記
，2004年发行的讲述耶稣基督生命中最后十二个小时的独立制片电影。导演梅爾·吉勃遜筹措资金，根據《新约全书·四福音書》的內容而改编的劇本。影片中对话采用拉丁语（羅馬帝國官方語言）、希伯来语和亚拉姆语（耶稣的母語），配以字幕。許多基督徒和一些政治立場保守的猶太人對這部電影給予讚賞。

## 劇情
《受難曲》（The Passion of the Christ）是講述納匝肋（拿撒勒）人耶穌受難前十二小時的痛苦經歷。電影故事由革責瑪尼莊園（客西馬尼園）開始。耶穌與十二門徒吃完最後的晚餐後，門徒伯多祿（彼得）、雅各伯（雅各）、若望（約翰）三人跟隨耶穌來到革責瑪尼莊園祈禱。耶穌知道自己將要受死，非常難過，求父親（天父）將這杯（上十字架受死）挪去，但是耶穌更願意順服天父的計畫──上十字架受死，而魔鬼在旁邊看好戲，自以為已得勝。耶穌如此禱告三次，並責怪門徒為何不能與祂同心禱告；禱告完後，耶穌被門徒猶達斯（猶大）出賣，耶穌被捕並被帶回耶路撒冷城內，接受大司祭蓋法（祭司長該亞法）的審判。大司祭指控耶穌自稱天主之子（神的兒子；上帝之子），為異端，犯了褻瀆神的行為，並應判死刑。
大祭司帶耶穌到羅馬帝國駐猶太行省的總督府，並向羅馬總督比拉多（彼拉多）道出耶穌的罪名。總督有一個慣例，每逢逾越節都會隨群眾要求，釋放一名囚犯。比拉多給公眾選擇釋放殺人犯巴辣巴（巴拉巴）抑或是耶穌。猶太群眾選擇釋放巴辣巴，並要求處決耶穌。
比拉多於是判耶穌行鞭刑以作懲戒，但當羅馬士兵鞭打耶穌後，亦未能平息群眾，群眾要求判耶穌釘十字架。比拉多見無濟於事，恐群眾生亂，就拿水在眾人面前洗手，表示撇清責任，然後吩咐百夫長照猶太人所想的去做。
耶穌背著十字架，經過了耶路撒冷的街道，到了哥耳哥達（各各他）。耶穌經歷最後掙扎，明白祂的父親（天父）為甚麼捨棄他，並在耶穌的母親，聖母瑪利亞（馬利亞）面前，被釘在十字架上。耶穌斷氣之時，地面震動，看守的羅馬軍隊因害怕逃回城內，只留下在十架前的百夫長。殿裏的幔子裂開為二，使該亞法和祭司都惶恐。最後，耶穌從死裏復活，並走出墓穴。

## 演員
| 演員             | 角色（天主教譯名）                        | 角色（基督新教譯名） | 註解                                                                                     |
| ---------------- | ----------------------------------------- | -------------------- | ---------------------------------------------------------------------------------------- |
| 吉姆·卡維佐      | 耶穌（Jesus）                             | 耶穌                 | 主角，基督。                                                                             |
| 美亞·莫根絲坦    | 聖母瑪利亞（Mary）                        | 馬利亞               | 耶穌的母親。                                                                             |
| 莫妮卡·貝魯奇    | 瑪利亞·瑪達肋納（Magdalene）              | 抹大拉的馬利亞       | 耶穌的女追隨者。                                                                         |
| 克里斯多·夏帕夫  | 龐提烏斯·彼拉多（Pontius Pilate）         | 本丟比拉多           | 羅馬帝國猶太省總督；審問及判處耶穌。                                                     |
| 克勞蒂亞·潔里尼  | 克勞迪婭（Claudia Procula）               |                      | 總督夫人，試圖說服其丈夫釋放耶穌。                                                       |
| 馬帝亞·史巴吉亞  | 蓋法（Caiaphas）                          | 該亞法               | 猶太希律聖殿大祭司。                                                                     |
| 卢克·德·多米尼斯 | 黑落德·安提帕斯 （Herod Antipas）         | 希律·安提帕斯        | 「分封的王希律」，大希律王之子，代表羅馬帝國統治加利利與比利亞兩地區的分封王；審問耶穌。 |
| 羅莎琳達·塞隆坦  | 撒旦（Satan）                             | 撒但                 | 魔鬼                                                                                     |
| 克里斯多·吉可夫  | 聖若望（John）                            | 使徒約翰             | 耶穌十二門徒之一。                                                                       |
| 法蘭西科·狄·維多 | 聖伯多祿（Peter）                         | 使徒彼得             | 耶穌十二門徒之一。                                                                       |
| 盧卡·里奧奈洛    | 猶達斯·依斯加畧（Judas Iscariot）         | 加略人猶大           | 耶穌十二門徒之一，後來出賣耶穌。                                                         |
| 贾勒斯·J·默茨    | 古利奈人西门 （Simon of Cyrene）          | 古利奈人西门         | 在耶稣前往受刑途中，被罗马士兵强迫替耶稣背十字架的人。                                   |
| 贾钦托·费罗      | 圣若瑟‧阿黎玛特雅（Joseph of Arimathaea） | 亚利马太的约瑟       | 耶稣的秘密门徒，将耶稣遗体从十字架上取下主要由亚利马太人约瑟和尼哥底母负责。             |
| 皮埃特罗·萨鲁比  | 巴辣巴 （Barabbas）                       | 巴拉巴               | 獲省總督釋放的罪犯/叛軍。                                                                |

## 外界反應
影片採用了《聖經新約》的觀點。上映后这部电影得到了多方面的的关注和争论，主要争论包括和《聖經新約》细节的不吻合，画面过于血腥，和来自猶太人方面的不满。另外梅爾·吉勃遜之父，宗教活动家胡敦·吉勃遜否认猶太人曾经被种族灭绝大屠杀的观点，對該片造成的影响也受到外界猜测。
一些自由派基督徒和猶太學者批評這部電影。有些認為它宣傳反猶太主義，因为它以受難戲劇為依據，而這一直以來都觸動到反猶太情緒。一些基督教學者批评這電影偏離《新約聖經》的原來故事。電影中很多場面和細節的意念都來自19世紀一位天主教修女Anne Catherine Emmerich的書《我們主耶穌基督的苦痛受難》（The Dolorous Passion of Our Lord Jesus Christ）。
在問及電影會否冒犯了猶太人時，梅爾·吉勃遜回應：「沒這個意思。我只想要道出事實。我希望使它盡可能忠實。不過，當你思考基督降世的原因，他被釘死——是為所有人犧牲，為所有人受苦。所以，真的，犯了過錯的人，要回想在耶穌被釘死中自己的份兒，回想自己的過犯。」與《紐約客》杂志的訪問中，他說把電影中一段猶太教大祭司該亞法的片段剪去了 (該亞法要求彼拉多在罪狀牌上寫「他稱自己為猶太人的王」而不是「猶太人的王」，彼拉多回答我所寫的已經寫了)，因為「他們會追趕我到我家，他們會來殺掉我。」
不是所有人都同意电影有反犹太主义。本身是犹太人的影评人 Michael Medved 看了电影的初剪接版本后说：「我看这电影显然没有任何反犹太的意图。」更有一些自由派的人出来支持梅尔·吉布森，宣称传统天主教观点本身不是反犹太的，而且梅尔也从没有称族偏见的纪录。很多基督教福音派牧师称赞电影忠于原文。电影也有映出耶稣教训群众要爱敌人，和耶稣为迫害他的犹太祭司祷告的场面，这些都显示电影的讯息是爱和宽恕，和反犹太主义截然相反。

## 與傳統故事不同處
電影中的一些描述並沒有出現在有關耶穌受難的記載。電影開頭的客西馬尼園的一幕，撒旦出現並嘗試引誘正在禱告的耶穌。耶穌接着把撒旦派出的蛇踏死，這印證了《創世記》第3章第15节参中有關彌賽亞的預言，但四福音都沒有記載耶穌這一個動作。此外，出賣耶穌的加略人猶大上吊自殺前，被魔鬼化身的許多小孩折磨。電影也關注羅馬皇帝提庇留·凱撒和彼拉多的關係，透過彼拉多和他的妻子講及提庇留皇帝的命令防止猶大地的騷亂。電影清楚指出古利奈人西門是一個猶太人，西門因為羅馬士兵沒有阻止圍觀者毆打耶穌時而和他們對峙，一位士兵以不屑的語氣稱他為猶太人，雖然符類福音只提及他的名字和出生地。
其他獨有情節包括一個在十字架上嗤笑耶穌的強盜被烏鴉啄去一隻眼，和插敘耶穌當木匠時替羅馬人造桌子。耶穌受鞭打時，撒旦抱著魔鬼嬰兒是在模仿傳統的聖母瑪利亞繪畫，是要突顯出魔鬼把原為美善的變為醜惡。

## 外部連結
- 互联网电影数据库（IMDb）上《耶穌受難記》的资料（英文）
- AllMovie上《耶穌受難記》的资料（英文）